# Pseudeniaca petiolatus
Pseudeniaca petiolatus är en stekelart som beskrevs av Schmitz 1946. Pseudeniaca petiolatus ingår i släktet Pseudeniaca och familjen bredlårsteklar. Inga underarter finns listade i Catalogue of Life.